# The ZhuZhus
The ZhuZhus (conocida en Latinoamérica como Frankie y los Zhu Zhu Pets y en España como Frankie junto a los Zhu Zhu Pets, titulada anteriormente Polly and the ZhuZhu Pets) es una serie de televisión de dibujos animados canadiense/estadounidense basada en la franquicia de juguetes estadounidense ZhuZhu Pets. La serie se emitió en Disney Channel en los Estados Unidos el 12 de septiembre de 2016.
En Latinoamérica, la serie se estrenó en Discovery Kids el 19 de junio de 2017.
En España, la serie se estrenó en Boing el 6 de mayo de 2017.

## Descripción
Frankie y los Zhu Zhu Pets trata sobre Frankie Pamplemousse, una niña de 8 años de edad, que vive en Anytown con sus padres, quienes tienen un negocio de plomería llamado Pamplemousse Plumbing. Tiene cuatro hámsteres parlantes llamados los ZhuZhus: Pipsqueak, Mr. Squiggles, Num Nums y Chunk, ya que tienen aventuras en su ciudad.

## Personajes
- Frankie Pamplemousse (rubia) (voz: Jenna Warren)
- Pipsqueak (amarilla) (voz: Taija Isen)
- Mr. Squiggles (naranja) (voz: Richard Binsley)
- Num Nums (púrpura) (voz: Stephany Seki)
- Chunk (gris) (voz: Robert Tinkler)

## Episodios
| Temporada | Temporada  | Episodios | Comienzo                 | Final                |
| --------- | ---------- | --------- | ------------------------ | -------------------- |
|           | 1          | 26        | 12 de septiembre de 2016 | 24 de agosto de 2017 |
|           | Zhu's News | 8         | 17 de julio de 2017      | 25 de julio de 2017  |